# Pitcairnia harlingii
Pitcairnia harlingii är en gräsväxtart som beskrevs av Lyman Bradford Smith. Pitcairnia harlingii ingår i släktet Pitcairnia och familjen Bromeliaceae. IUCN kategoriserar arten globalt som sårbar.
Artens utbredningsområde är Ecuador. Inga underarter finns listade i Catalogue of Life.